# Nazionale femminile di hockey su prato della Croazia
La nazionale di hockey su prato femminile della Croazia è la squadra femminile di hockey su prato rappresentativa della Croazia ed è posta sotto la giurisdizione della Croatian Hockey Federation.

## Partecipazioni

### Mondiali
- 1994-2006 – non partecipa

### Olimpiadi
- 1992-2008 – non partecipa

### Champions Trophy
- 1991-2009 – non partecipa

### EuroHockey Nations Championship
- 1991-2009 – non partecipa